# Elecciones al Parlamento Europeo de 1979 (Bélgica)
En las elecciones al Parlamento Europeo de 1979 en Bélgica, celebradas en junio, se escogió a los 24 representantes de dicho país para la primera legislatura del Parlamento Europeo.

## Resultados
| Datos de participación | Datos de participación | Datos de participación |
| ---------------------- | ---------------------- | ---------------------- |
| Censo electoral        | 6.800.584              | 100%                   |
| Votantes               | 6.212.731              | 91,4                   |
| Abstención             | 587.853                | 8,6                    |
| A candidatura          | 5.442.978              |                        |

| ← Elecciones al Parlamento Europeo de 1979 →         |           |       |         |
| Partido                                              | Votos     | %     | Escaños |
| Partido Popular Cristiano (CVP)                      | 1.607.941 | 29,54 | 7       |
| Partido Socialista (neerlandófono) (SP)              | 698.889   | 12,84 | 3       |
| Partido Socialista (francófono) (PS)                 | 575.824   | 10,58 | 4       |
| Partido Flamenco por la Libertad y el Progreso (PVV) | 512.363   | 9,41  | 2       |
| Partido Social Cristiano (PSC)                       | 445.912   | 8,19  | 3       |
| Frente Democrático de los Francófonos (FDF)          | 414.603   | 7,62  | 2       |
| Partido Reformista Liberal (PRL)                     | 372.904   | 6,85  | 2       |
| Unión Popular (VU)                                   | 324.540   | 5,96  | 1       |
| Partido Comunista de Bélgica (PCB-KPB)               | 145.796   | 2,68  | 0       |
| Ecologistas Confederados (ECOLO)                     | 107.833   | 1,98  | 0       |
| Anders Gaan Leven (AGALEV)                           | 77.986    | 1,43  | 0       |
| Todo el Poder a los Obreros (TPO-AMADA)              | 45.423    | 0,83  | 0       |
| Vlaamse Volkspartij (VVP)                            | 34.706    | 0,64  | 0       |
| E-NON (E-NON)                                        | 22.187    | 0,41  | 0       |
| PLW-PLE (PLW-PLE)                                    | 17.566    | 0,32  | 0       |
| Liga Revolucionaria de los Trabajadores (LRT-RAL)    | 16.911    | 0,31  | 0       |
| PPB (PPB)                                            | 9.704     | 0,18  | 0       |
| PFU (PFU)                                            | 7.273     | 0,13  | 0       |
| POE (POE)                                            | 4.617     | 0,08  | 0       |